# V640 Carinae
V640 Carinae eller HD 87643, är en dubbelstjärna i norra delen av stjärnbilden Kölen och inbäddad i en reflektionsnebulosa. Den har en genomsnittlig skenbar magnitud av ca 8,87 och kräver åtminstone en stark handkikare eller ett mindre teleskop för att kunna observeras. Baserat på parallax på ca 0,63 mas, beräknas den befinna sig på ett avstånd på ca 4 800 ljusår (ca 1 500 parsek) från solen.

## Egenskaper
V640 Carinae är en blå superjättestjärna av spektralklass B3 I[e]. Den har en massa som är ca 25 solmassor och har ca 41 000 gånger solens utstrålning av energi från dess fotosfär vid en effektiv temperatur av ca 17 000 K.

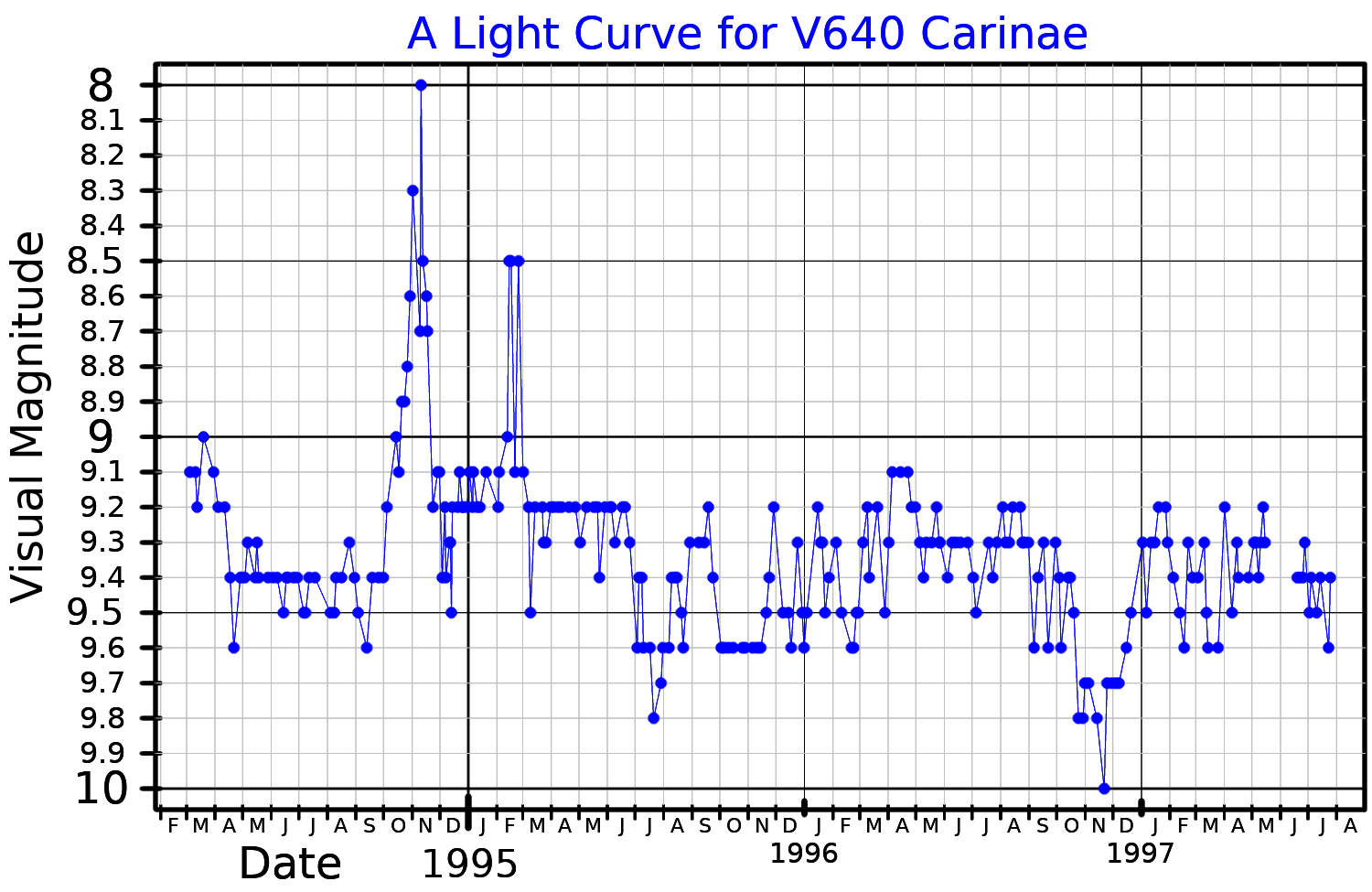
Ljuskurva i visuella bandet för V640 Carinae, plottad från AAVSO-data.

Konstellationen beskrivs ha "ett av de mest extrema överskotten av infraröd strålning för den här objektklassen". Den hyser en stor mängd både varmt och kallt stoft och omges av en stoftskiva med en radie på 2,5-3 AE och en utsträckt reflektionsnebulosa och är viktig för astronomer i deras studier av stjärnbildning.
Alla egenskaper hos V460 Carinae är högst osäkra. Dess avstånd har uppskattats till allt från en till sex kpc. General Catalog of Variable Stars klassificerar den som en Orion-variabel, en stjärna före huvudserien, men andra författare anser att den är en superjätte B[e]-stjärna. Det har bekräftats att den är en dubbelstjärna med de två stjärnorna åtskilda med cirka 52 AE, men följeslagarens natur är okänd.